# Parancistrus
Parancistrus is een geslacht van straalvinnige vissen uit de familie van de harnasmeervallen (Loricariidae).

## Soorten
De volgende soorten zijn bij het geslacht ingedeeld:
- Parancistrus aurantiacus (Castelnau, 1855)  
  - = Hypostomus aurantiacus Castelnau, 1855
  - = Hypostomus nigricans Castelnau, 1855
  - = Parancistrus nigricans (Castelnau, 1855)
  - = Hypostomus vicinus Castelnau, 1855
  - = Parancistrus vicinus (Castelnau, 1855)
- Parancistrus nudiventris Rapp Py-Daniel & Zuanon, 2005